# Hieronim Wierzchowski
Hieronim Wierzchowski (1860 – 1942) byl rakouský politik polské národnosti z Haliče, na počátku 20. století poslanec Říšské rady.

## Biografie
Působil jako okresní soudce ve městě Halyč. V roce 1906 byl převeden na soud ve Lvově.
Působil i jako poslanec Říšské rady (celostátního parlamentu Předlitavska), kam usedl v doplňovacích volbách roku 1905 za kurii všeobecnou v Haliči, obvod Stanislavov, Tłumacz, Buczacz, Rohatyn, Podhajce atd. Nastoupil 28. listopadu 1905 místo Jana Walewského-Colonny. Ve funkčním období 1901–1907 se uvádí jako rytíř Hieronim Wierzchowski, c. k. rada zemského soudu.
Patřil do skupiny polských demokratů (Polskie Stronnictwo Demokratyczne) a zasedal v poslaneckém Polském klubu.